# Wölfersdorf
Wölfersdorf ist ein Gemeindeteil der Marktes Hiltpoltstein im Landkreis Forchheim (Oberfranken, Bayern).

## Geografie
Der im nordwestlichen Teil der Pegnitz-Kuppenalb gelegene Weiler befindet sich etwa zweieinhalb Kilometer südwestlich des Ortszentrums von Hiltpoltstein und auf 515 m ü. NHN.

## Geschichte

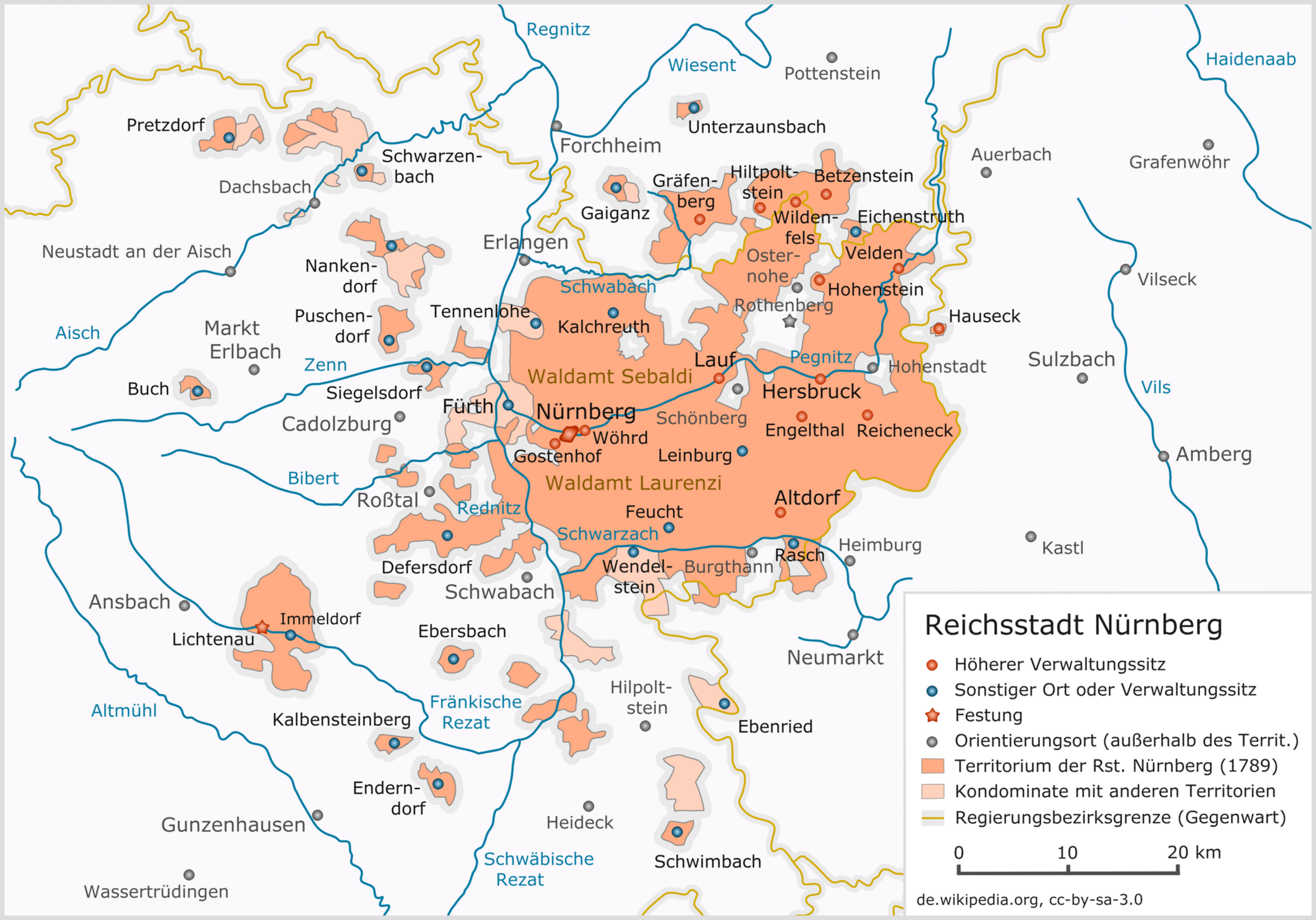
Das Landgebiet der Reichsstadt Nürnberg

Bis zum Beginn des 16. Jahrhunderts befand sich Wölfersdorf im Eigentum des zur Kurpfalz gehörenden Klosters Weißenohe, während des Landshuter Erbfolgekrieges wurde es wie zahlreiche andere kurpfälzische Orte von den Truppen der Reichsstadt Nürnberg besetzt. Obwohl der Landshuter Erbfolgekrieg 1505 mit dem Kölner Frieden endete, setzten sich die militärischen Auseinandersetzungen der Reichsstadt mit der Kurpfalz noch jahrelang fort, oftmals in der Form von Kleinkriegen. Erst nach jahrelangen Verhandlungen kam  im Dezember 1520 ein Vertrag zustande, in dem der Reichsstadt der weitaus größte Teil der von ihr gemachten Eroberungen überlassen wurde, darunter auch Wölfersdorf. Verwaltungstechnisch ordnete die Reichsstadt den Ort ihrem 1503 eingerichteten Pflegamt Hiltpoltstein zu, das sowohl die Hochgerichtsbarkeit als auch die Dorf- und Gemeindeherrschaft über den Ort ausübte. In den folgenden drei Jahrhunderten blieben diese Verhältnisse unverändert bestehen, bis im Jahr 1790 Kurfürst Karl Theodor von Pfalz-Baiern ohne Rechtsgrundlage alle zwischen der Reichsstadt und der Pfalz bzw. Baiern abgeschlossenen Verträge und Abkommen aufkündigte. Daraufhin wurden von Kurpfalz-Bayern auch alle Orte sequestriert, die sich bis zum Landshuter Erbfolgekrieg im Besitz des Klosters Weißenohe befunden hatten; dadurch wurde auch Wölfersdorf bayerisch.
Durch die Verwaltungsreformen zu Beginn des 19. Jahrhunderts im Königreich Bayern wurde Wölfersdorf mit dem Zweiten Gemeindeedikt 1818 ein Bestandteil der Ruralgemeinde Lilling. Im Zuge der Gebietsreform in Bayern wurde Wölfersdorf in den Markt Hiltpoltstein eingegliedert.

## Verkehr
Die Anbindung an das öffentliche Straßennetz wird durch drei Gemeindeverbindungsstraßen hergestellt. Zwei dieser Straßen verbinden den Ort mit Lilling und Erlastrut, wo sie jeweils in die etwa einen Kilometer südlich von Wölfersdorf vorbeiführende Kreisstraße FO 22 einmünden. Eine weitere Gemeindeverbindungsstraße führt in ostnordöstlicher Richtung zum Weiler Görbitz und mündet danach in die Staatsstraße St 2241 ein.